# Quentin Cooper
Quentin Cooper (nascut el 1961 a Grimsby, Lincolnshire, Anglaterra), és un periodista de la ciència i actual presentador del programa The Material World de la Radio 4 de la BBC. El tema del programa és la ciència i col·labora amb organitzacions educatives com la Royal Society i el British Council.
Va estudiar psicologia i intel·ligència artificial a la Universitat d'Edimburg. El 1994 va escriure, amb Paul Sullivan, Maypoles, Mrtyrs and Maythem: 366 days of British customs, myths and eccentricities about superstitions (ISBN 978-0747518075)
A la BBC, va produir diversos programes de notícies. Després va produir programes a Radio Escòcia (Glasgow) i Radio 5, a Manchester, lloc on va crear programes com Hit The North.

## A Internet
- radio 4
- programa Material World, amb arxius sonors
- entrevista a Quentin Cooper Arxivat 2008-06-20 a Wayback Machine.